# Cyclocephala freudei
Cyclocephala freudei är en skalbaggsart som beskrevs av S. Endrödi 1963. Cyclocephala freudei ingår i släktet Cyclocephala och familjen Dynastidae. Inga underarter finns listade i Catalogue of Life.